# Stichophthalma camadeva

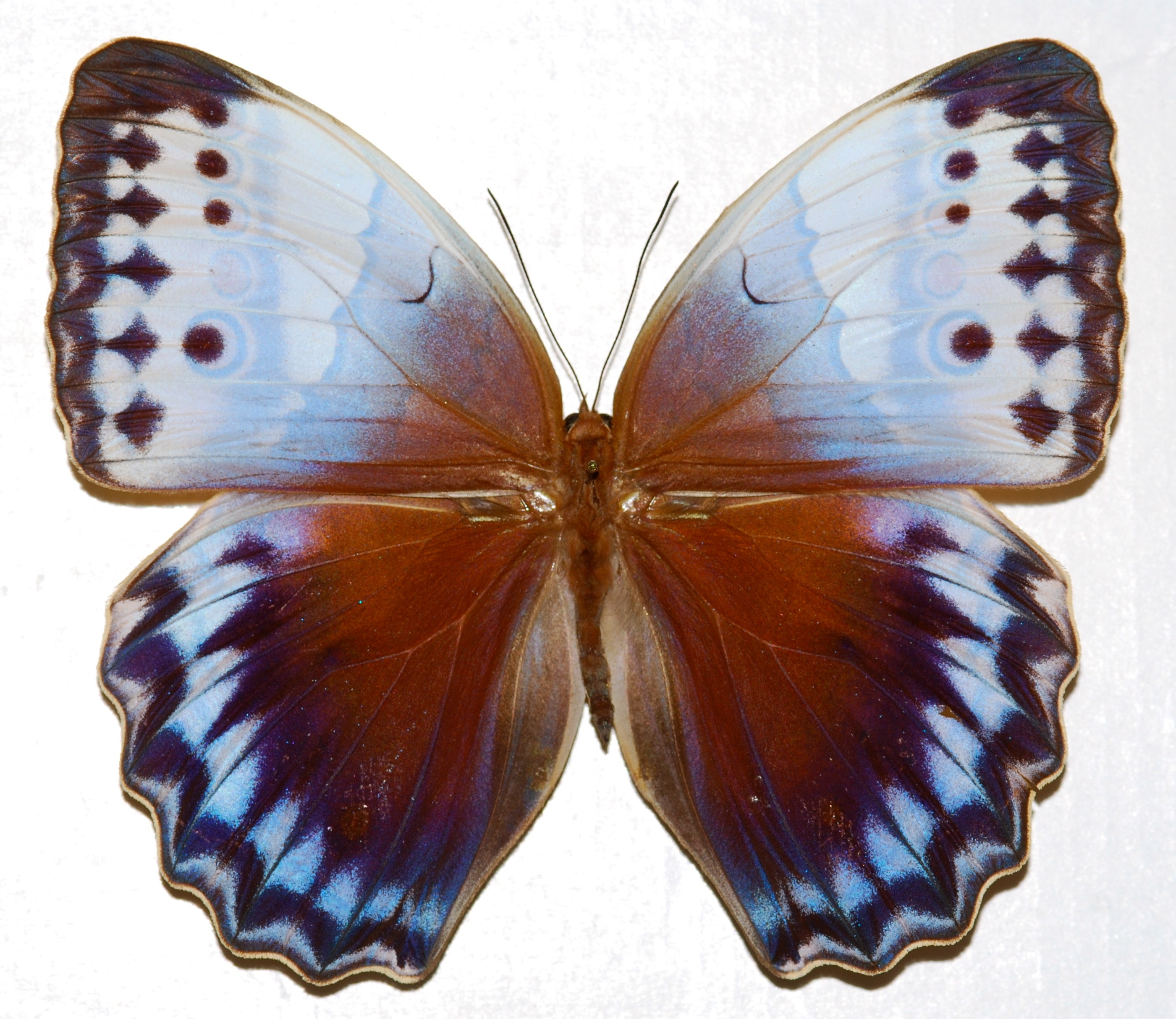
Präparat

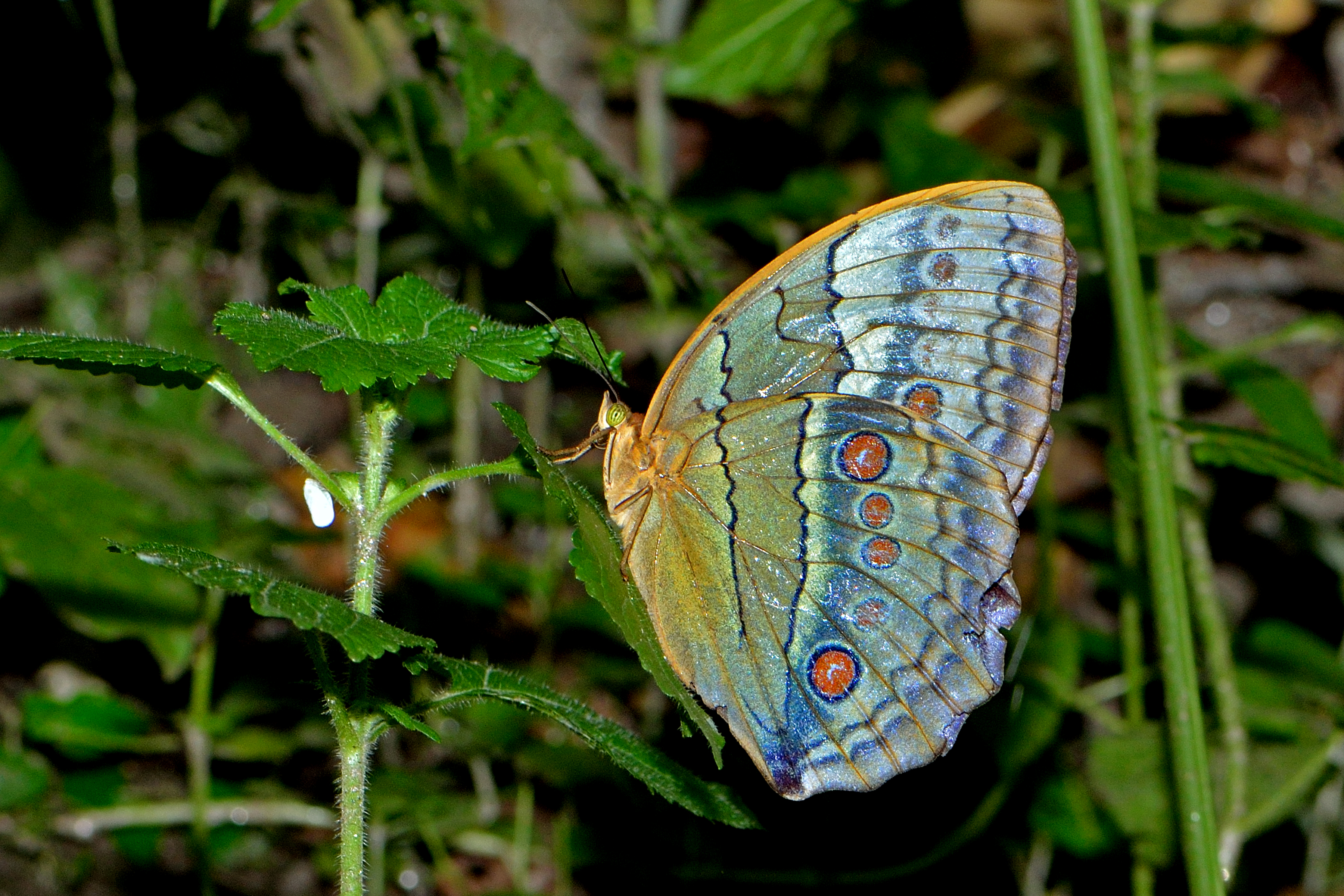
Flügelunterseite

Stichophthalma camadeva ist ein in Asien vorkommender Schmetterling (Tagfalter) aus der Familie der Edelfalter (Nymphalidae).

## Merkmale

### Falter
Die Flügelspannweite der Falter beträgt 145 bis 160 Millimeter, wobei die Weibchen größer als die Männchen sind. Die Vorderflügeloberseite zeigt bei beiden Geschlechtern eine hellblaue bis azurblaue Grundfarbe mit einem dünnen schwarzen L-förmigen Diskoidalfleck. Die Basalregion ist braun. In der Submarginalregion heben sich schwarze Pfeilflecke und in der Postdiskalregion einige kreisrunde schwarze Flecke ab. Der Apex sowie der Saum der Vorderflügel sind ebenfalls schwarz, die Fransen weißlich. Die Hinterflügel sind am Außenrand gewellt. Die Hinterflügeloberseite hat eine schokoladenbraune Grundfarbe und eine kräftig blaue Submarginalregion, durch die sich eine breite schwarze Wellenlinie erstreckt. Die bläulichen, grünlichen oder gelblichen Flügelunterseiten zeigen mehrere dünne schwarze Querlinien und eine Reihe roter Augenflecke, die sich über beide Flügelpaare erstrecken und weiß gekernt sowie schwarz umrandet sind. Die Flügelunterseiten der Weibchen sind heller als diejenigen der Männchen. Wegen der farblichen Attraktivität der Falter wird die Art im englischen Sprachgebrauch als Northern Jungle Queen (Nördliche Dschungelkönigin) bezeichnet.

### Präimaginalstadien
Die ersten Stände sind noch nicht beschrieben.

### Ähnliche Arten
Stichophthalma cambodia unterscheidet sich durch eine wesentlich blassere Blaufärbung auf den Flügeloberseiten.

## Vorkommen, Unterarten und Lebensraum
Das Verbreitungsgebiet der Art erstreckt sich vom Osten Indiens bis nach Burma. Neben der im indischen Bundesstaat Sikkim vorkommenden Nominatform Stichophthalma camadeva camadeva werden noch folgende Unterarten geführt:
- Stichophthalma camadeva camadevoides de Nicéville, 1899, in Assam, Manipur und Nordburma
- Stichophthalma camadeva amyclas Brooks, 1949,  im Arakan-Joma-Gebirge

Stichophthalma camadeva besiedelt tropische Regenwälder.

## Lebensweise
Die Falter sind zwischen Mai und August anzutreffen. Details zur Lebensweise der Art müssen noch erforscht werden.